# Drassyllus dixinus
Drassyllus dixinus är en spindelart som beskrevs av Chamberlin 1922. Drassyllus dixinus ingår i släktet Drassyllus och familjen plattbuksspindlar. Inga underarter finns listade i Catalogue of Life.